# 山口大介
山口 大介（やまぐち だいすけ、1992年〈平成4年〉1月29日 - ）は、日本の起業家、経営者。株式会社SENTOENの創業者で2023年3月まで代表取締役社長。静岡県伊豆の国市出身。

## 来歴
中央大学法学部在学中、ビジネス・プラン・コンテスト「野島記念ビジネスアワード2012」で優勝し、全国大会「起業家甲子園」ビジネスコンテストに出場。ビジネスのアイディアは「人を喜ばせること」から生まれるという信念のもと、「ゼロ額食」というビジネスプランで特別賞を受賞。この頃から将来は映画やドラマを作りたいと考えており、大学卒業後は映画監督を目指しニューヨーク州立大学へ編入。
帰国後は株式会社イグニスのインターンでApp Storeの総合ランキングで2位、46万ダウンロードを超える「チャット分析 for LINE」を企画する。入社後は複数のSNSアプリの企画から運営、iOTデバイスアプリ目覚ましカーテン「mornin’」の企画・ディレクション統括に携わる。転職後、BCG Digital Venturesの立ち上げに参画し、中国市場にて育児に特化した拡散メディア動画サービス[Babily]のPMとして従事する。
退職後、世界・日本一周をしたのちに、「コミュニティをつくる」事業をしたいという思いから株式会社SENTOENを起業。銭湯に可能性を感じ、横浜の銭湯運営を開始。その後、ピボットしたのち、クラウドキッチン「KitchenBASE」をローンチ。Cloudkitchensへ売却後、Japan GMとしてサービスの拡大に貢献した後、2023年3月に退職。